# Сейлем-Лейкс (Вісконсин)
Сейлем-Лейкс (англ. Salem Lakes) — селище (англ. village) в США, в окрузі Кеноша штату Вісконсин. Населення — 12 067 осіб (2010).

## Демографія
Згідно з переписом 2010 року, у місті мешкало 12 067 осіб у 4486 домогосподарствах у складі 3283 родин. Було 5055 помешкань
Расовий склад населення:
| - 95,9 % — білих - 0,6 % — чорних або афроамериканців - 0,5 % — азіатів - 0,4 % — корінних американців - 1,5 % — осіб інших рас |

До двох чи більше рас належало 1,1 %. Частка іспаномовних становила 4,5 % від усіх жителів.
За віковим діапазоном населення розподілялося таким чином: 25,9 % — особи молодші 18 років, 65,3 % — особи у віці 18—64 років, 8,8 % — особи у віці 65 років та старші. Медіана віку мешканця становила 38,9 року. На 100 осіб жіночої статі у місті припадало 106,5 чоловіків;  на 100 жінок у віці від 18 років та старших — 102,3 чоловіків також старших 18 років.
Середній дохід на одне домашнє господарство  становив 84 423 долари США (медіана — 69 443), а середній дохід на одну сім'ю — 95 014 долари (медіана — 80 573). Медіана доходів становила 56 371 долар для чоловіків та 42 208 доларів для жінок. За межею бідності перебувало 8,3 % осіб, у тому числі 9,8 % дітей у віці до 18 років та 9,7 % осіб у віці 65 років та старших.
Цивільне працевлаштоване населення становило 6818 осіб. Основні галузі зайнятості: виробництво — 18,9 %, освіта, охорона здоров'я та соціальна допомога — 16,4 %, роздрібна торгівля — 12,2 %, науковці, спеціалісти, менеджери — 9,1 %.